# Bitwa nad jeziorem Changjin
Bitwa nad jeziorem Changjin (kor. 장진호 전투; RR: Jangjinho jeontu; MR: Changjinho chŏnt'u) lub bitwa nad zbiornikiem Chosin – ważna bitwa wojny koreańskiej stoczona w dniach 27 listopada – 13 grudnia 1950 roku.
Bitwa miała miejsce około miesiąca po tym, jak Chiny przystąpiły do konfliktu i wysłały IX Korpus Chińskich Ochotników Ludowych w celu zajęcia północno-wschodniej części Korei Północnej. 27 listopada 1950 roku siły chińskie zaskoczyły amerykański X Korpus dowodzony przez gen. mjr. Edwarda M. Almonda w rejonie jeziora Changjin. Rozpoczęła się brutalna 17-dniowa bitwa w ekstremalnych warunkach pogodowych. Między 27 listopada a 13 grudnia 30 000 żołnierzy wojsk ONZ, później nazwanych „The Chosin Few”, pod dowództwem polowym gen. mjr. Olivera P. Smitha zostało okrążonych i zaatakowanych przez około 120 000 żołnierzy chińskich pod dowództwem Song Shiluna, któremu Mao Zedong nakazał zniszczenie sił ONZ w Korei.
Siły ONZ były jednak w stanie wyrwać się z okrążenia i wycofać się do portu w Hŭngnam. Obie strony poniosły ciężkie straty, zwłaszcza Chińczycy, przy czym zarówno większość strat bojowych, jak i niebojowych była spowodowana mroźną pogodą. Wycofanie się amerykańskiej 8 Armii z północno-zachodniej Korei po bitwie nad rzeką Ch’ŏngch’ŏn i ewakuacja X Korpusu z portu Hŭngnam w północno-wschodniej Korei oznaczały całkowite wycofanie wojsk ONZ z Korei Północnej i zadecydowały o  ostatecznym rezultacie wojny koreańskiej.

## Tło

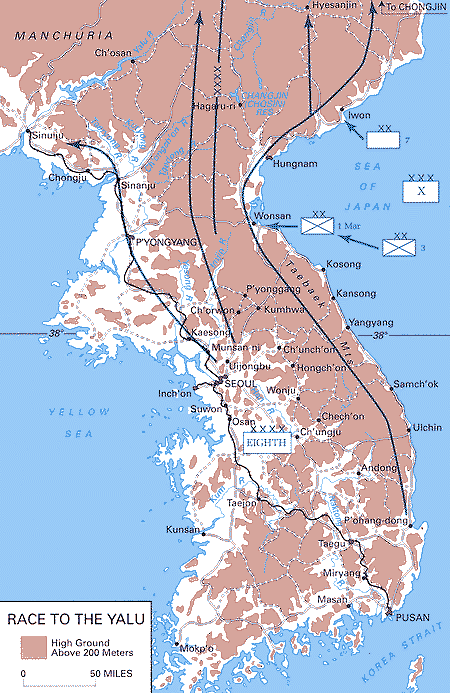
Mapa postępów wojsk ONZ w kierunku rzeki Jalu

W połowie października 1950 roku, po udanym lądowaniu X Korpusu w Inczonie, wyrwaniu się 8 Armii z worka pusańskiego i późniejszym pościgu oraz zniszczeniu Koreańskiej Armii Ludowej, wojna koreańska wydawała się być już prawie skończona. Siły ONZ szybko zajmowały terytorium Korei Północnej z zamiarem zjednoczenia Korei przed końcem 1950 roku. Na korzyść obrońców działała jednak geografia. Korea Północna jest podzielona przez środek nieprzebytymi górami Taebaek, które rozdzieliły siły ONZ na dwie części. 8 Armia posuwała się na północ przez zachodnie wybrzeże półwyspu Koreańskiego, podczas gdy I Korpus Armii Republiki Korei i amerykański X Korpus posuwały się na północ wzdłuż wschodniego wybrzeża.
W tym momencie Chińska Republika Ludowa przystąpiła do konfliktu po wydaniu kilku ostrzeżeń dla ONZ. 19 października 1950 roku duże formacje chińskich żołnierzy, zwane Chińskimi Ochotnikami Ludowymi, potajemnie przekroczyły granicę Korei Północnej. Jedną z pierwszych chińskich jednostek, które dotarły do obszaru jeziora Changjin, była 42 Armia, której zadaniem było zatrzymanie postępów wojsk ONZ we wschodniej części kraju. 25 października nacierający południowokoreański I Korpus nawiązał kontakt bojowy z Chińczykami i zatrzymał się na Przełęczy Funchilin (40°12′14″N 127°18′00″E/40,204000 127,300000), na południe od jeziora Changjin.
Po wylądowaniu w Wŏnsan amerykańska 1 Dywizja Piechoty Morskiej ze składu X Korpusu starła się z chińską 124 Dywizją 2 listopada; bitwa ta spowodowała duże straty w szeregach Chińczyków. 6 listopada chiński 42 Korpus nakazał swoim jednostkom odwrót na północ z zamiarem zwabienia sił ONZ w rejon jeziora Changjin. Do 24 listopada 1 Dywizja Piechoty Morskiej zajęła zarówno miejscowość Sinhung-ni (40°33′25″N 127°16′12″E/40,557000 127,270000) po wschodniej stronie jeziora, jak i Yudami-ni (40°28′48″N 127°06′43″E/40,480000 127,112000) po stronie zachodniej.
W obliczu nagłych ataków sił chińskich w sektorze 8 Armii, gen. Douglas MacArthur nakazał 8 Armii rozpoczęcie „ofensywy Home-by-Christmas”. Aby wesprzeć ofensywę, MacArthur nakazał X Korpusowi atak na zachód od jeziora Changjin i odcięcie kluczowej linii zaopatrzeniowej Manpojin – Kanggye – Hŭich’ŏn. W odpowiedzi gen. mjr Edward Almond, dowódca X Korpusu, sformułował 21 listopada plan ofensywy. Przewidywał on, że 1 Dywizja Piechoty Morskiej będzie posuwać się na zachód przez Yudami-ni, podczas gdy amerykańska 7 Dywizja Piechoty zapewni pułkowy zespół bojowy w celu ochrony prawej flanki w Sinhung-ni. Amerykańska 3 Dywizja Piechoty miała w tym czasie chronić lewą flankę, zapewniając jednocześnie bezpieczeństwo na tyłach. W tym czasie X Korpus był rozciągnięty na froncie o długości ok. 640 km.
Zaskoczony lądowaniem Amerykanów w Wŏnsan, przewodniczący Komunistycznej Partii Chin Mao Zedong wezwał do natychmiastowego zniszczenia południowokoreańskiej Dywizji Stołecznej i 3 Dywizji Piechoty, 1 Dywizji Piechoty Morskiej i amerykańskiej 7 Dywizji Piechoty w telegramie do dowódcy Song Shiluna z IX Korpusu Chińskich Ochotników Ludowych 31 października. Na podstawie pilnych rozkazów Mao, IX Korpus został szybko wysłany do Korei Północnej 10 listopada. Niewykryty przez wywiad ONZ-u, wkroczył na obszar jeziora Changjin 17 listopada, a 20 Armia IX Korpusu zastąpiła 42 Armię w pobliżu Yudami-ni.

## Preludium

### Lokalizacja, teren i pogoda
Jezioro Changjin to jezioro sztuczne położone w północno-wschodniej części półwyspu Koreańskiego. Często występuje w literaturze pod nazwą Chosin, która jest japońską wymową koreańskiej nazwy Changjin, a nazwa ta przylgnęła do niego z powodu starych japońskich map używanych przez siły ONZ. Głównym celem bitwy była droga o długości 126 km, która łączy Hŭngnam i jezioro Changjin, w czasie bitwy stanowiła jedyną drogę odwrotu dla sił ONZ. Za pomocą tych dróg Yudami-ni i Sinhung-ni, położone odpowiednio po zachodniej i wschodniej stronie jeziora, łączą się w Hagaru-ri (obecnie Changjin-ŭp) (40°23′01,7″N 127°14′56,4″E/40,383800 127,249000). Stamtąd droga przechodzi przez Koto-ri (40°17′02″N 127°18′00″E/40,284000 127,300000) i ostatecznie prowadzi do portu Hŭngnam. Obszar wokół jeziora Changjin był słabo zaludniony.
Bitwa toczyła się na jednym z najtrudniejszych terenów i najsurowszych warunkach pogodowych podczas całej wojny koreańskiej. Droga została stworzona przez przecięcie pagórkowatego krajobrazu Korei, ze stromymi podjazdami i spadkami. Dominujące szczyty, takie jak Przełęcz Funchilin i Przełęcz Toktong (40°23′37,7″N 127°09′39,6″E/40,393800 127,161000), górują nad całą długością drogi. Jakość drogi była słaba, a w niektórych miejscach była ona zredukowana do jednopasmowej ścieżki żwirowej. 14 listopada 1950 roku nad jezioro Changjin nadciągnął front atmosferyczny znad Syberii, a temperatura spadła, według szacunków, do -38 °C. Zimna pogoda stwarzała znaczne ryzyko odmrożeń i towarzyszyły jej zamarznięta ziemia, oblodzone drogi oraz awarie broni. Zapasy medyczne zamarzały; strzykawki z morfiną musiały być rozmrażane w ustach medyka przed użyciem; osocze krwi było zamarznięte i niezdatne do użytku. Nawet odcięcie ubrania w celu opatrzenia rany groziło gangreną i odmrożeniami. Baterie używane w jeepach i radiach nie działały prawidłowo w tak niskiej temperaturze i szybko się rozładowywały. Smar broni zamieniał się żel, co czyniło ją bezużyteczną w walce. Podobnie sprężyny na iglicach nie uderzały wystarczająco mocno, aby wystrzelić nabój lub się zacinały}.

### Siły i strategie

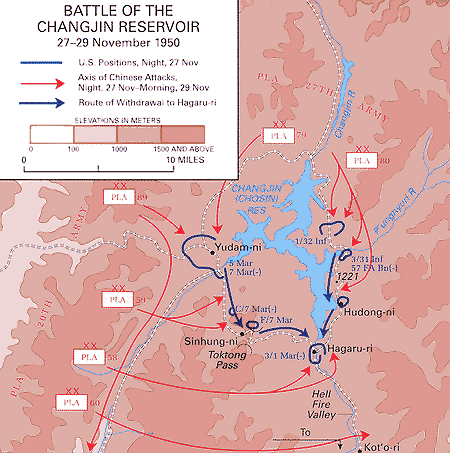
Mapa bitwy

Chociaż 1 Dywizja Piechoty Morskiej wylądowała w Wŏnsan jako część X Korpusu Almonda, to Almond i gen. mjr Oliver P. Smith z 1 Dywizji Piechoty Morskiej żywili wzajemną niechęć do siebie, która sięgała czasów przed lądowaniem w Inczonie, kiedy Almond mówił o tym, jak łatwe są desanty morskie, mimo że nigdy nie brał w żadnym udziału. Smith sądził, że w Korei Północnej znajduje się duża ilość chińskich sił, mimo że naczelne dowództwo ONZ w Tokio twierdziło inaczej, zaś Almond uważał, że Smith był nadmiernie ostrożny. Wzajemna nieufność między dwoma dowódcami spowodowała, że Smith spowolnił postęp 1 Dywizji Piechoty Morskiej w kierunku jeziora Changjin, wbrew instrukcjom Almonda. Smith ustanowił punkty zaopatrzenia i lotniska wzdłuż drogi w Hagaru-ri i Koto-ri.
Kiedy X Korpus nacierał w kierunku jeziora, Chińczycy sformułowali swoją strategię, opartą na doświadczeniach z wojny domowej. Opierając się na założeniu, że obecność wojsk ONZ przy jeziorze będzie niewielka, chiński IX Korpus miał najpierw zniszczyć garnizony ONZ w Yudami-ni i Sinhung-ni, a następnie nacierać w kierunku Hagaru-ri. Wierząc, że większość amerykańskiego X Korpusu ruszy, aby uratować zaatakowane jednostki, chiński IX Korpus miał zablokować i uwięzić główne siły ONZ na drodze między Hagaru-ri i Hŭngnam. IX Korpus początkowo przeznaczył na bitwę osiem dywizji, większość sił skoncentrowała się w Yudami-ni i Sinhung-ni.
Wadą chińskiego planu był brak dokładnych informacji wywiadowczych na temat sił ONZ. Mimo że X Korpus był rozciągnięty w północno-wschodniej Korei, powolny postęp piechoty morskiej pozwolił na skoncentrowanie większości amerykańskiej 1 Dywizji Piechoty Morskiej, w tym 5., 7. i 11 Pułku Marines, w Yudami-ni. Ponadto strategicznie ważne Hagaru-ri, gdzie budowano lotnisko przystosowane do samolotów C-47 i składowisko zaopatrzenia, nie było priorytetem dla Chińczyków, pomimo słabej obrony zapewnianej przez 1. i 7 Pułk Marines. Tylko Regimental Combat Team 31 (RCT-31), niedostatecznie liczebna i pospiesznie utworzona grupa bojowa o rozmiarach pułku z 7 Dywizji Piechoty, była rozproszona wzdłuż wschodniego brzegu jeziora. Te jednostki później przyjęły na siebie cały ciężar chińskich ataków.
Jeśli chodzi o siły ONZ, 1 Dywizja Piechoty Morskiej miała na początku bitwy efektywną siłę 25 473 ludzi, a dodatkowo została wzmocniona przez samodzielną 41. kompanię brytyjskiej Royal Marines Commando i równowartość dwóch pułków z amerykańskiej 3. i 7 Dywizji Piechoty. Wojska ONZ miały łączną siłę około 30 000 ludzi w trakcie bitwy. Siły ONZ w rejonie jeziora Changjin były również wspierane przez jedną z największych koncentracji sił powietrznych podczas wojny koreańskiej, ponieważ 1 Skrzydło Lotnictwa Piechoty Morskiej stacjonujące na lotnisku Yonpo i pięć lotniskowców z Task Force 77 US Navy było w stanie wykonać 230 lotów bojowych dziennie, aby zapewnić bliskie wsparcie powietrzne w trakcie bitwy, podczas gdy Dowództwo Transportu Bojowego Dalekiego Wschodu Sił Powietrznych USA w Japonii osiągnęło zdolność zrzucania z powietrza 250 ton zaopatrzenia dziennie w celu uzupełnienia zaopatrzenia uwięzionych sił ONZ.
Chociaż IX Korpus był jedną z elitarnych formacji chińskich, składającą się z weteranów kampanii Huaihai, kilka niedociągnięć utrudniło mu działanie podczas bitwy. Początkowo IX Korpus miał zostać wyposażony w Mandżurii w listopadzie, ale Mao nagle rozkazał mu udać się do Korei, zanim to nastąpiło. W rezultacie IX Korpus nie miał prawie żadnej odzieży zimowej na surową koreańską zimę. Podobnie, słaba logistyka zmusiła IX Korpus do porzucenia ciężkiej artylerii i zostawiła go z niewielką ilością żywności i amunicji. Niedobór żywności zmusił IX Korpus początkowo do trzymania jednej trzeciej swoich sił z dala od jeziora Changjin w rezerwie, a głód i narażenie na działanie czynników zewnętrznych osłabiły chińskie jednostki, ponieważ łatwe zdobywanie pożywienia od cywilów nie było możliwe w słabo zaludnionym obszarze. Pod koniec bitwy więcej chińskich żołnierzy ginęło z powodu zimna niż w walce i nalotach.
Chińskie siły w bitwie są zwykle szacowane na 120 000 żołnierzy. Przed przybyciem do Korei wzmocniono również IX Korpus. Każdy z trzech korpusów miał cztery dywizje zamiast standardowych trzech, łącznie posiadały więc one 12 dywizji, po 10 000 ludzi w każdej. Została do niego wchłonięta również piechota z dwóch wcześniej „wyzwolonych” (przejętych) dywizji Kuomintangu, tak aby każda kompania piechoty osiągnęła odpowiednią liczebność. Niektóre kompanie liczyły około 150 ludzi, podczas gdy inne zostały wzmocnione do siły ponad 200 ludzi. Jednak wyczerpanie spowodowane nalotami ONZ, kiepską logistyką i zimną pogodą odbiło się również na dotarciu na pole bitwy. Na przykład w dniu, w którym IX Korpus wkroczył do Korei, odmrożenia spowodowały 700 ofiar, podczas gdy większość jego pojazdów transportowych została zniszczona przez naloty ONZ. W trakcie bitwy chińscy jeńcy wojenni donieśli, że większość dywizji IX Korpusu straciła siły, licząc około 6500 do 7000 ludzi na dywizję. Te czynniki, a także niepewność co do chińskiego porządku bitwy ordre de bataille w zachodnich źródłach, skłoniły niektórych historyków do skorygowania liczebności chińskich sił  w trakcie bitwy do zaledwie 60 000.
Ostatecznie rozmieszczono wszystkie 12 dywizji IX Korpusu, chociaż 78. i 88 Dywizja 26 Armii nie nawiązały kontaktu z wojskami ONZ przez całą bitwę. Osiem dywizji 20. i 27 Armii służyło jako główna siła atakująca Cztery dywizje 26 Armii początkowo były trzymane w rezerwie i użyte po tym, jak 20. i 27 Armia wyczerpały wszystkie dostępne siły.

## Bitwa

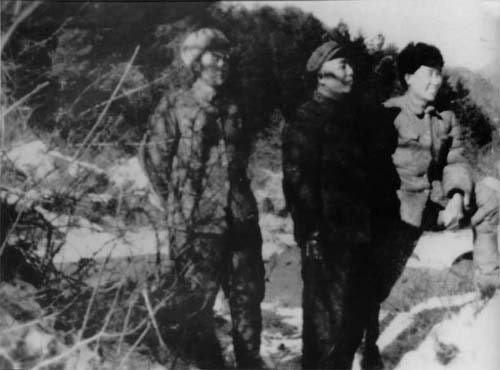
Song Shilun (pośrodku), dowódca IX Korpusu Chińskich Ochotników Ludowych w rejonie jeziora Changjin

W nocy 27 listopada 20. i 27 Armia z IX Korpusu przeprowadziły liczne ataki i zasadzki wzdłuż drogi między jeziorem Changjin a Kot'o-ri. W Yudam-ni 5., 7. i 11 Pułk Marines zostały otoczone i zaatakowane przez 79. i 89 Dywizję, a 59 Dywizja zaatakowała drogę między Yudam-ni a Hagaru-ri, aby odciąć szlak komunikacyjny. Podobnie, RCT-31 został odizolowany i zaatakowany z zasadzki w Sinhung-ni przez 80. i 81 Dywizję. W Hagaru-ri kwatera główna dowództwa 1 Dywizji Piechoty Morskiej została zaatakowana przez chińską 58 Dywizję. Ostatecznie 60 Dywizja otoczyła elementy 1 Dywizji Marines w Kot'o-ri od północy. Całkowicie zaskoczone siły ONZ zostały odcięte w Yudam-ni, Sinhung-ni, Hagaru-ri i Kot'o-ri do 28 listopada.

### Działania w Yudam-ni
Działając na rozkaz Almonda, Smith nakazał 5 Pułkowi Marines atak na zachód w kierunku Mupyong-ni 27 listopada. Atak został wkrótce zatrzymany przez 89 Dywizję, a Marines zmuszeni do okopania się na grzbietach otaczających Yudam-ni. Gdy zapadła noc, trzy chińskie pułki z 79 Dywizji zaatakowały grzbiety na północ i północny zachód od Yudam-ni, mając nadzieję na unicestwienie garnizonu jednym uderzeniem. Wkrótce doszło do zaciętych walk na bliskim dystansie, ale 5. i 7 Pułk Marines utrzymały linię, zadając Chińczykom ciężkie straty. Gdy 28 listopada wzeszło słońce, Chińczycy i Amerykanie byli zamknięci w impasie wokół obwodu Yudam-ni.
Podczas gdy w Yudam-ni trwała walka, 59 Dywizja zablokowała drogę między Yudam-ni i Hagaru-ri, atakując broniące się kompanie C i F z 7 Pułku Marines. Udany atak Chińczyków zmusił kompanię C do wycofania się do Yudam-ni, co pozostawiło kompanię F, dowodzoną przez kpt. Williama E. Barbera, odizolowaną na wzgórzu z widokiem na Przełęcz Toktong, kluczową dla kontrolowania drogi. 29 listopada kilka prób przebicia się 7 Pułku Marines nie zdołało uratować kompanii F, pomimo zadania Chińczykom ciężkich strat. Wspierana przez artylerię myśliwców Hagaru-ri i Marine Corsair, kompania F zdołała utrzymać się przez pięć dni, odpierając ciągłe ataki 59 Dywizji.
Po ciężkich stratach poniesionych przez 79 Dywizję w Yudam-ni, kwatera główna IX Korpusu zdała sobie sprawę, że większość 1 Dywizji Piechoty Morskiej stacjonowała w tej miejscowości, a liczebność garnizonu była dwukrotnie większa od początkowych szacunków. Uznając, że dalsze ataki okażą się daremne, Song Shilun nakazał IX Korpusowi skierowanie głównych uderzeń na Sinhung-ni i Hagaru-ri, pozostawiając Yudam-ni w spokoju od 28 do 30 listopada. W tym samym czasie 8 Armia na froncie zachodnim została zmuszona do całkowitego odwrotu w bitwie nad rzeką Ch’ŏngch’ŏn, a MacArthur nakazał Almondowi wycofanie X Korpusu do portu Hŭngnam. Działając na polecenie Almonda i Smitha, ppłk Raymond L. Murray i płk Homer L. Litzenberg, dowódcy odpowiednio 5. i 7 Pułku Marines, wydali wspólny rozkaz wyrwania się z Yudam-ni do Hagaru-ri 30 listopada. Stając w obliczu ciężkich walk między blokującymi ich chińskimi dywizjami a wycofującymi się Marines, Smith zauważył: „Wycofajcie się, do cholery! Nie uciekamy, po prostu nacieramy w innym kierunku”.
Podczas przebijania się Marines uformowali się w konwój z pojedynczym czołgiem M4A3 Sherman na czele. Plan zakładał, że 3. batalion 5 Pułku Marines będzie awangardą konwoju, a trzy bataliony będą osłaniać tyły. W tym samym czasie 1. batalion 7 Pułku Marines zaatakował w kierunku kompanii F, aby otworzyć drogę na Przełęczy Toktong. Aby rozpocząć przełamanie, 3. batalion 7 Pułku Marines musiał najpierw zaatakować na południe i zdobyć Wzgórza 1542 i 1419, aby osłonić drogę przed atakami Chińczyków. Atak odbył się pod osłoną powietrzną 1 Skrzydła Lotnictwa Marines.

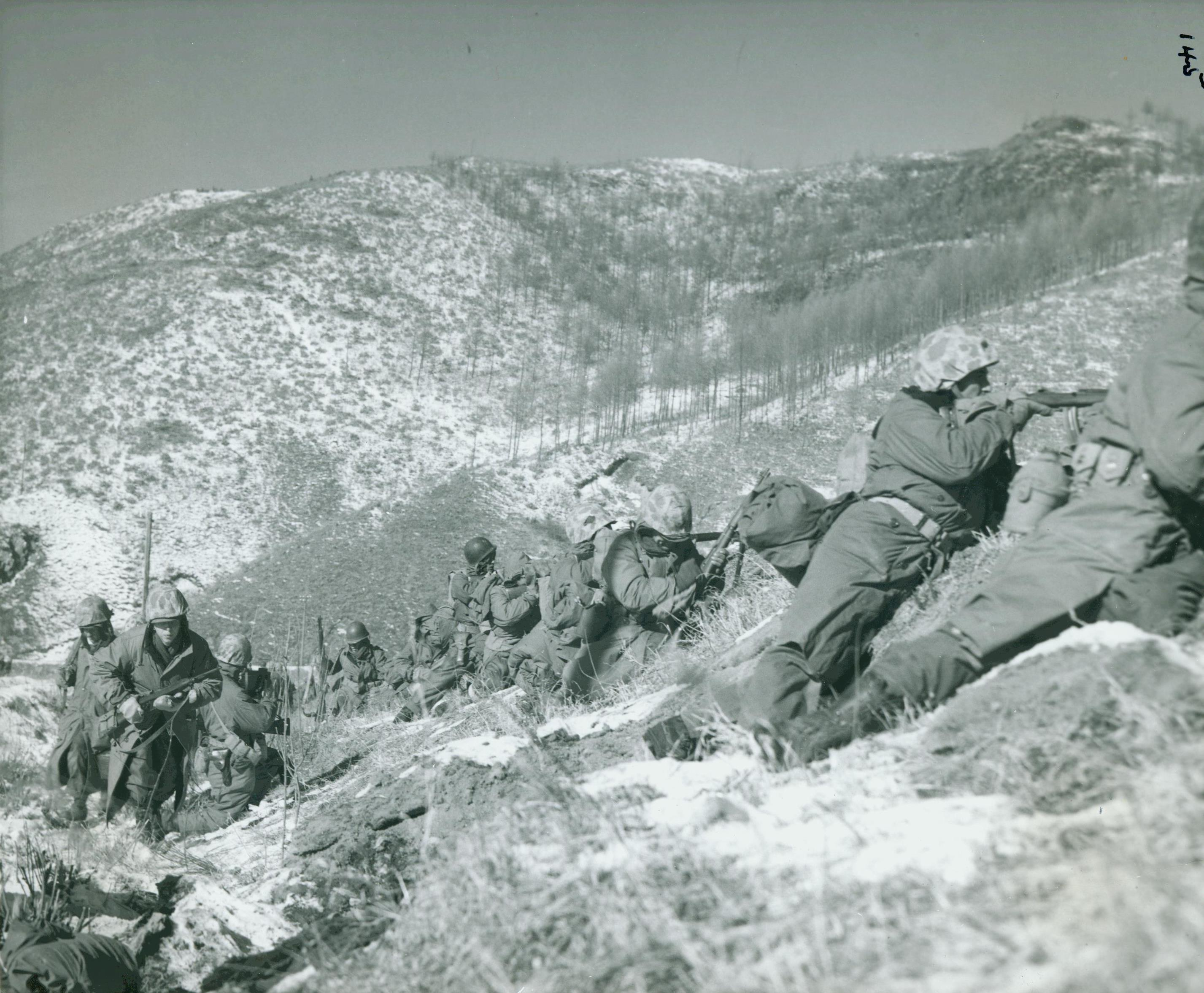
Marines walczący z Chińczykami

Rano 1 grudnia, 3. batalion 7 Pułku Marines starł się z 175 Pułkiem 59 Dywizji na Wzgórzach 1542 (40°26′06″N 127°06′25″E/40,435000 127,107000) i 1419 (40°25′41″N 127°08′06″E/40,428000 127,135000). Chińscy obrońcy wkrótce zmusili Marines do okopania się na zboczach między drogą a szczytami, gdy konwój minął pozycję 3. batalion 7 Pułku po południu. Ponieważ Hagaru-ri wciąż nie zostało zdobyte, naczelne dowództwo Chińskich Ochotników Ludowych zmobilizowało 79 Dywizję, aby wznowić ataki na Yudam-ni, podczas gdy 89 Dywizja ruszyła na południe w kierunku Kot'o-ri. Chińczycy uderzyli w nocy, a zaciekłość walk zmusiła tylne siły osłonowe do wezwania nocnych myśliwców, aby stłumić te ataki. Walki trwały do rana 2 grudnia, aż wszyscy Marines zdołali wycofać się z Yudam-ni.
W tym samym czasie 1 grudnia 1. batalion 7 Pułku Marines również próbował przełamać chińską blokadę na Wzgórzu 1419. Pomimo znacznego osłabienia przez walkę, głód i odmrożenia, chińska 59 Dywizja wysłała swoje ostatnie pięć plutonów do walki i odmówiła poddania się. Gdy zbliżała się noc, 1. batalion 7 Pułku w końcu zdobył szczyt i rozpoczął marsz przez wzgórza po wschodniej stronie drogi. Wykorzystując element zaskoczenia, udało im się zniszczyć kilka chińskich pozycji wzdłuż drogi. Rano 2 grudnia w wyniku wspólnego ataku kompanii F i 1. batalionu 7 Pułku Marines zdobyto Przełęcz Toktong, otwierając w ten sposób drogę między Yudam-ni i Hagaru-ri.
Chociaż droga między Yudam-ni i Hagaru-ri została otwarta, konwój musiał nadal przebijać się przez liczne chińskie pozycje na wzgórzach górujących nad drogą. Pierwszej nocy odwrotu Chińczycy uderzyli na konwój z całą siłą i zadali ciężkie straty 3. batalionowi 5 Pułku Marines. Chociaż silne wsparcie powietrzne powstrzymało większość chińskich sił przez resztę marszu, zimna pogoda, nękający ogień, grupy rajdowe i blokady drogowe znacznie spowolniły odwrót, zadając jednocześnie Amerykanom liczne straty. Pomimo tych trudności konwój dotarł do Hagaru-ri w uporządkowany sposób po południu 3 grudnia, a odwrót zakończył się 4 grudnia.

### Na wschód od jeziora

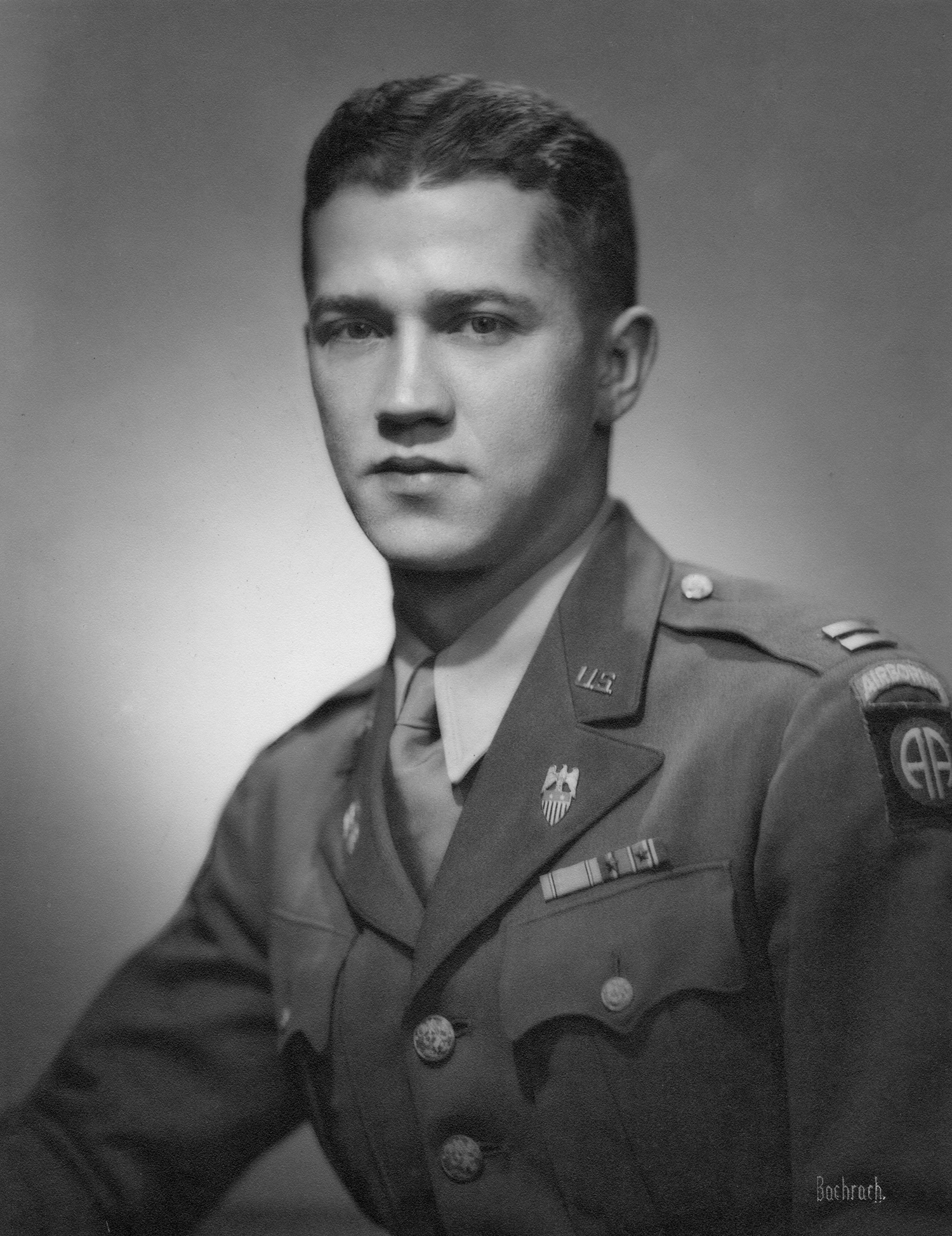
Ppłk Don Carlos Faith Jr.

RCT-31, później znany jako Task Force Faith, był pospiesznie utworzonym pułkowym zespołem bojowym z 7 Dywizji Piechoty, który strzegł prawego skrzydła natarcia Marines w kierunku Mupyong-ni. Przed bitwą RCT-31 zostało rozproszone, z głównymi elementami rozdzielonymi na wzgórzach na północ od Sinhung-ni, zatoką Pyungnyuri na zachód od Sinhung-ni i miastem Hudong-ni (40°25′48″N 127°16′48″E/40,430000 127,280000) na południe od Sinhung-ni. Chociaż Chińczycy uważali RCT-31 za wzmocniony pułk, grupa zadaniowa była w rzeczywistości niedostatecznie nasycona siłą ludzką, z jednym brakującym batalionem, z powodu rozproszenia większości sił 7 Dywizji Piechoty w północno-wschodniej Korei.
W nocy 27 listopada trzy pułki z 80 Dywizji zaatakowały północne wzgórza (40°29′20″N 127°15′32″E/40,489000 127,259000) i zatokę, całkowicie zaskakując obrońców. 1. batalion 32 Pułku Piechoty, na północ od Sinhung-ni poniósł ciężkie straty, podczas gdy 57. batalion artylerii polowej i 3. batalion 31 Pułku Piechoty zostały niemal całkowicie rozbite w zatoczce Pyungnyuri. Chińczycy wysłali również 242 Pułk 81 Dywizji w kierunku Wzgórza 1221 (40°26′56″N 127°16′05″E/40,449000 127,268000), niebronionego wzniesienia, które zapewniało kontrolę nad drogą pomiędzy Sinhung-ni i Hudong-ni. Gdy nocne walki dobiegły końca, RCT-31 podzielił się na trzy elementy.
Wierząc, że obrońcy zostali całkowicie zniszczeni przy zatoczce, Chińczycy przerwali ataki i przystąpili do plądrowania amerykańskich pozycji w celu zdobycia żywności oraz odzieży. Gdy nadszedł ranek 28 listopada, 3. batalion 31 Pułku Piechoty przeprowadził kontratak na 239 Pułk przy zatoczce, wypychając zaskoczonych Chińczyków w całkowitym rozproszeniu. Po południu Almond wizytował RCT-31 na obwodzie Sinhung-ni, dochodząc do przekonania, że jednostka jest wystarczająco silna, aby rozpocząć atak na północ i poradzić sobie z wszelkimi „resztkami” chińskich sił, które staną jej na drodze. Almond nakazał płk. Allanowi D. Macleanowi, dowódcy RCT-31, wznowienie ofensywy na północ, wręczając jednocześnie Srebrne Gwiazdy trzem oficerom Macleana. Ppłk Don C. Faith Jr., dowódca 1. batalionu 32 Pułku Piechoty, z obrzydzeniem rzucił swój medal w śnieg.
W nocy 28 listopada 80 Dywizja ponownie zaatakowała czterema pułkami. W zatoce chiński atak zamienił się w katastrofę, ponieważ łączność została zerwana, a niszczycielski ogień dział przeciwlotniczych M16 i M19 przydzielonych do 57. batalionu artylerii polowej zmiótł chińskie szeregi. W rezultacie 238. i 239 Pułk liczyły razem mniej niż 600 żołnierzy. Z drugiej strony ataki 240 Pułku zmusiły Macleana do wydania rozkazu odwrotu z północnych wzgórz w kierunku Sinhung-ni. 29 listopada 1. batalionowi udało się przełamać chińską blokadę i dotrzeć do obwodu Sinhung-ni, ale Maclean zaginął, gdy pomylił chińskich żołnierzy z amerykańskimi. Chińczycy ostatecznie przerwali ataki w nocy 29 listopada, czekając na nowe posiłki.
Podczas gdy RCT-31 był okrążony, Almond w końcu nakazał 1 Dywizji Piechoty Morskiej, aby go uratowała, wydostając się z Yudam-ni, co było dla Smitha rozkazem niemożliwym do wykonania. Tylko 31. kompania czołgów próbowała uratować RCT-31, atakując wzgórze 1221 z Hudong-ni, ale bez wsparcia piechoty, dwa ataki pancerne 28 i 29 listopada zostały zatrzymane przez śliskie drogi, nierówny teren i obronę piechoty na bliskim dystansie. Do 30 listopada siły amerykańskie ewakuowały się z Hudong-ni, aby bronić Hagaru-ri, pozostawiając resztę RCT-31 całkowicie odizolowaną.
30 listopada gen. mjr David G. Barr, dowódca 7 Dywizji Piechoty, poleciał do Sinhung-ni i spotkał się z Faithem, który w tym czasie przejął dowództwo nad RCT-31. Faith przedstawił trudności związane z przebiciem się, w szczególności 500 rannych, których RCT-31 musiało zabrać ze sobą. Tego samego dnia elementy 94 Dywizji i reszta 81 Dywizji przybyły jako posiłki dla 80 Dywizji. Do północy sześć chińskich pułków wznowiło ataki, a Zhan Danan, dowódca 80 Dywizji, nakazał całkowite zniszczenie RCT-31 przed świtem. Ponownie, działa przeciwlotnicze 57. batalionu trzymały Chińczyków na dystans, ale zapasy pocisków były rozpaczliwie małe. 1 grudnia Faith w końcu wydał rozkaz RCT-31, aby wydostać się z Sinhung-ni i wycofać się do Hagaru-ri.

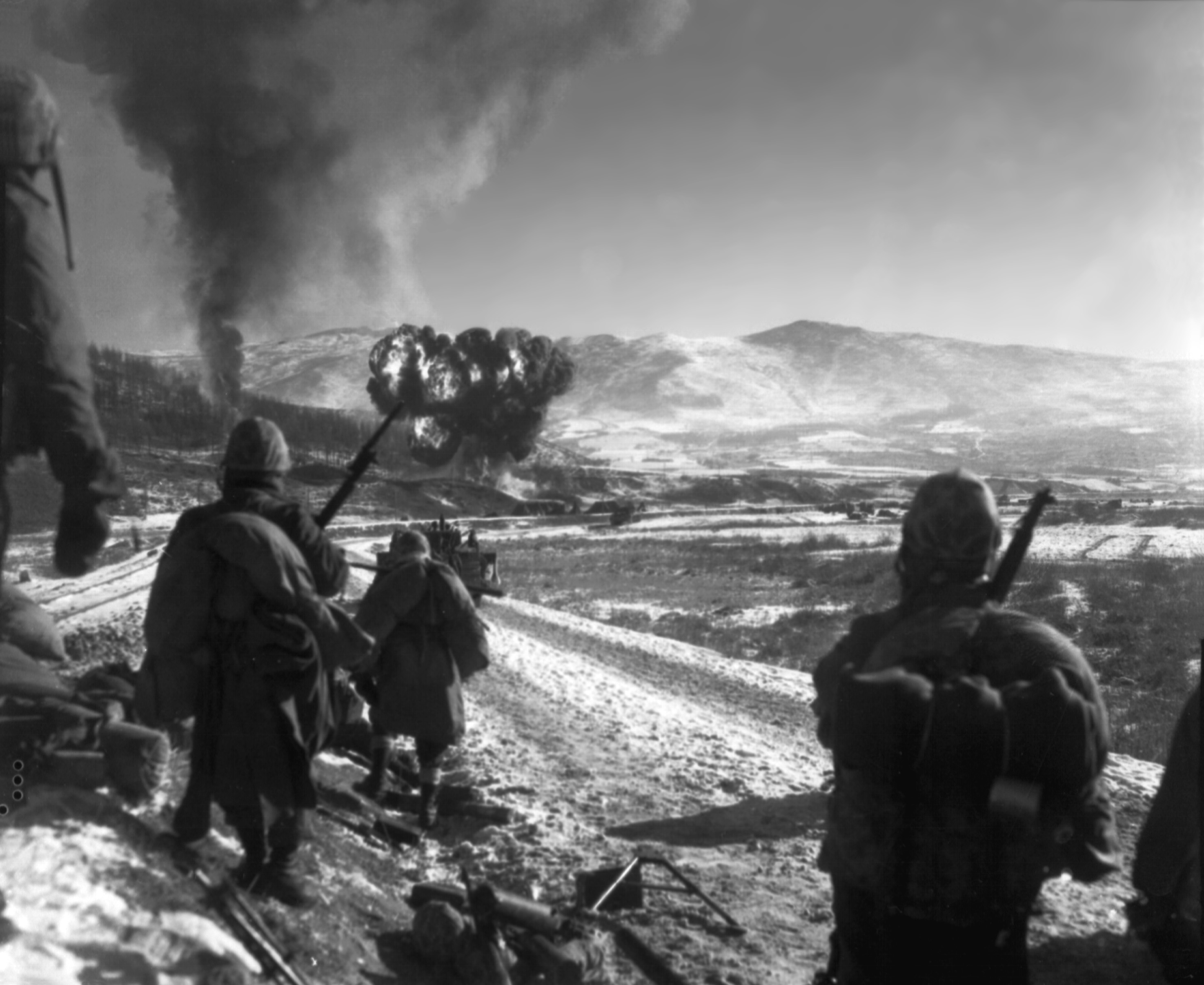
Marines obserwują, jak samoloty F4U Corsair zrzucają napalm na chińskie pozycje

Przełamanie rozpoczęło się, gdy tylko pogoda pozwoliła 1 Skrzydłu Lotnictwa Piechoty Morskiej zapewnić osłonę powietrzną 1 grudnia. Gdy żołnierze utworzyli konwój i próbowali opuścić obwód Sudong-ni, 241 Pułk natychmiast zalał siły amerykańskie, a trzy inne pułki zbliżały się. Nie mając wyboru, samoloty osłonowe zrzuciły napalm tuż przed RCT-31, zadając straty zarówno amerykańskim, jak i chińskim żołnierzom. W wyniku burzy ogniowej unicestwiona została blokująca chińska kompania, co umożliwiło konwojowi dalszy marsz. Gdy front RCT-31 posuwał się naprzód, ciężki ostrzał z broni ręcznej spowodował, że wielu członków tylnej straży szukało schronienia poniżej poziomu drogi zamiast chronić ciężarówki. Chiński ogień zabił lub zranił również osoby już znajdujące się w ciężarówkach, w tym także kierowców, którzy postrzegali to zadanie jako formę samobójstwa. Konwój powoli zbliżał się do blokady drogowej pod Wzgórzem 1221 późnym popołudniem. Kilka oddziałów próbowało oczyścić Wzgórze 1221, ale po zajęciu części wzniesienia żołnierze bez dowódców kontynuowali marsz na zamarznięte jezioro zamiast wracać do kolumny. Gdy Faith prowadził szturm na blokadę drogową, został trafiony chińskim granatem i zmarł z powodu odniesionych ran. Konwojowi udało się przebić przez pierwszą blokadę drogową, ale gdy dotarł do drugiej w Hudong-ni, RCT-31 ostatecznie rozpadł się pod wpływem chińskich ataków. Z pierwotnych 2500 żołnierzy, około 1050 zdołało dotrzeć do Hagaru-ri, a tylko 385 ocalałych uznano za zdolnych do walki. Pozostałości RCT-31 przekształcono w tymczasowy batalion armijny na resztę bitwy.

### Działania w Hagaru-ri

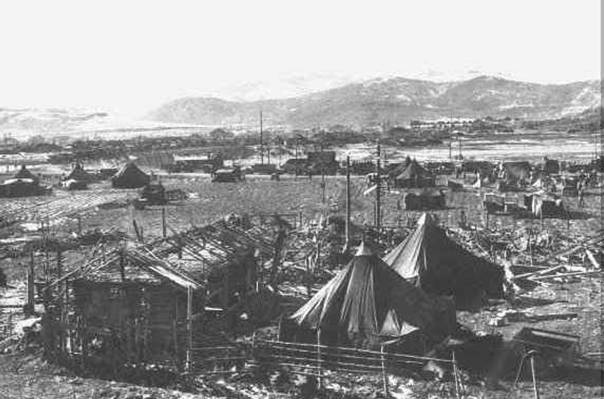
Centrum bezpośredniego wsparcia powietrznego w Hagaru-ri

Aby wesprzeć atak piechoty morskiej na Mupyong-ni, Hagaru-ri stało się ważnym składowiskiem zaopatrzenia z lotniskiem w budowie. Kwatera główna Smitha i 1 Dywizji Piechoty Morskiej również znajdowała się w Hagaru-ri. Gdy większość 1 Dywizji Piechoty Morskiej zgromadziła się w Yudam-ni, Hagaru-ri było lekko bronione przez dwa bataliony z 1. i 7 Pułku Marines, a reszta garnizonu składała się z inżynierów i tylnych jednostek wsparcia zarówno z Armii, jak i Korpusu Piechoty Morskiej.
Pierwotny chiński plan zakładał, że 58 Dywizja zaatakuje Hagaru-ri w nocy 27 listopada, ale jednostka zgubiła się na wsi z powodu przestarzałych japońskich map, których używała. Dopiero o świcie 28 listopada 58 Dywizja dotarła do Hagaru-ri. Tymczasem, z walk i zasadzek, które miały miejsce poprzedniej nocy, garnizon w Hagaru-ri miał informacje o chińskich siłach dookoła siebie. Ppłk Thomas L. Ridge, dowódca 3. batalionu 1 Pułku Marines, przewidział, że chiński atak nastąpi w nocy 28 listopada. Prawie wszyscy żołnierze, w tym tylne jednostki wsparcia z niewielkim przeszkoleniem bojowym, zostali zmuszeni do służby na linii frontu z powodu niedoboru siły ludzkiej, a cały obwód był w pełnej gotowości o 21:30.
Niedługo potem 173 Pułk PVA zaatakował zachodni i południowy obwód, podczas gdy 172 Pułk uderzył w wzgórza na północnym obwodzie. Pomimo poczynionych przygotowań niedostateczna liczebnie załoga została przytłoczona, a Chińczycy otworzyli kilka luk w obronie i dotarli do jej tylnych obszarów. Powstały chaos spowodował jednak załamanie dyscypliny wśród chińskich żołnierzy, którzy zaczęli rabować żywność i ubrania zamiast wykorzystać sytuację. Broniącym się Amerykanom udało się zniszczyć chińskie siły w kontratakach, podczas gdy zerwanie komunikacji pomiędzy chińskimi pułkami pozwoliło na zamknięcie luk. Kiedy walki ustały, Chińczycy zdobyli tylko Wschodnie Wzgórze (40°23′13″N 127°15′32″E/40,387000 127,259000) na północnym obwodzie. Kolejny atak zaplanowano na noc 29 listopada, lecz naloty dywizjonu VMF-542 rozbiły chińskie formacje, zanim udało się go przeprowadzić.

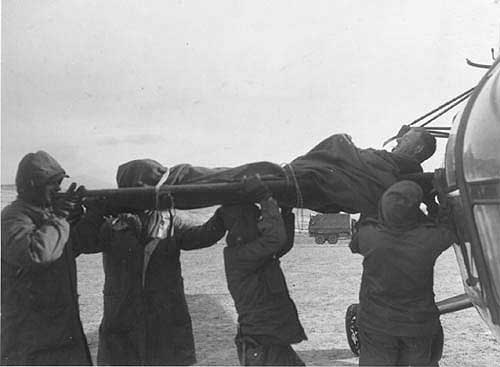
Ranny żołnierz piechoty morskiej ewakuowany przez śmigłowiec HO3S-1 z VMO-6

Biorąc pod uwagę krytyczny niedobór siły ludzkiej w Hagaru-ri, 29 listopada Smith wydał płk. Lewisowi „Chesty” Pullerowi z 1 Pułku Piechoty Morskiej rozkaz utworzenia grupy zadaniowej, która miała zostać wysłana na północ od Kot'o-ri w celu otwarcia drogi na południe od Hagaru-ri. Grupa zadaniowa została utworzona z 921 żołnierzy z 41. kompanii Royal Marine Commando, kompanii G 1 Pułku Marines i kompanii B 31 Pułku Piechoty. Nazwano ją Task Force Drysdale na cześć jej dowódcy, ppłk. Douglasa B. Drysdale'a, który dowodził również 41. kompanią Commando.
Po południu 29 listopada Task Force Drysdale ruszyła na północ od Koto-ri, będąc pod ciągłym ostrzałem 60 Dywizji. Przerażające doświadczenia grupy zadaniowej sprawiły, że droga zyskała przydomek „Doliny Piekielnego Ognia”. W miarę przedłużania się ataków Chińczyków grupa zadaniowa uległa dezorganizacji, a zniszczona ciężarówka w konwoju podzieliła później grupę zadaniową na dwa segmenty. Chociaż segment wiodący przedarł się do Hagaru-ri w nocy 29 listopada, tylny segment został zniszczony. Pomimo 162 zabitych i zaginionych oraz 159 rannych, grupa zadaniowa zdołała sprowadzić 300 bardzo potrzebnych żołnierzy do obrony Hagaru-ri.
Kiedy 30 listopada przybyły kolejne posiłki z Hudong-ni, garnizony próbowały odbić Wzgórze Wschodnie. Wszystkie wysiłki zawiodły, pomimo zniszczenia chińskiej kompanii. Kiedy zapadła ciemność, chińska 58 Dywizja zebrała pozostałe 1500 żołnierzy w ostatniej desperackiej próbie zdobycia Hagaru-ri. Wzmocnieni obrońcy zniszczyli większość sił atakujących, załamała się jedynie obrona wokół Wzgórza Wschodniego. Gdy Chińczycy próbowali nacierać od Wzgórza Wschodniego, zostali wycięci przez 31. kompanię pancerną.
Do 1 grudnia 58 Dywizja została praktycznie zniszczona, a reszta czekała na posiłki z 26 Armii IX Korpusu. Ku wielkiemu rozczarowaniu Song Shiluna, XXVI Korpus nie przybył, zanim Marines wydostali się z Yudam-ni. Lotnisko zostało otwarte dla ruchu 1 grudnia, co pozwoliło siłom ONZ na sprowadzenie posiłków i ewakuację poległych i rannych. Gdy Marines w Yudam-ni zakończyli wycofywanie się 4 grudnia, uwięzione siły ONZ mogły wreszcie rozpocząć przebycie się w kierunku portu Hŭngnam.

### Przebicie się

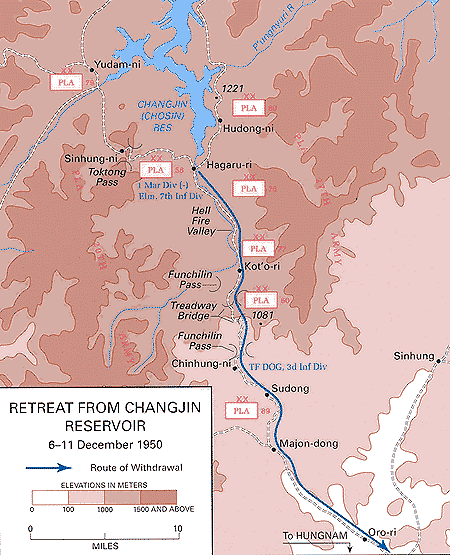
Mapa odwrotu znad jeziora Changjin

Po krótkim odpoczynku, przebicie się rozpoczęło się 6 grudnia, z 7 Pułkiem Marines jako awangardą wycofującej się kolumny, podczas gdy 5 Pułk Marines osłaniał jej tyły. W tym samym czasie, mocno opóźniona 26 Armia przybyła do Hagaru-ri ze swoją 76. i 77 Dywizją, aby zastąpić 58. i 60 Dywizję. Gdy 7 Pułk Marines odepchnął 76 Dywizję na południe od Hagaru-ri, 5 Pułk Marines przejął obwód Hagaru-ri i odbił Wzgórze Wschodnie z rąk 76 Dywizji. W ostatniej próbie powstrzymania wyłomu, rozpoczęto zwyczajowy chiński nocny atak, w którym 76. i 77 Dywizja uderzyły w obwód Hagaru-ri ze wszystkich kierunków. Marines odparli ataki, zadając wrogowi ciężkie straty.
Tymczasem 7 Pułk Marines otworzył drogę między Hagaru-ri i Koto-ri, zdobywając wzniesienie otaczające drogę. Ale gdy tylko Marines się wycofali, 77 Dywizja powróciła na szczyty i zaatakowała kolumnę. Wybuchły chaotyczne walki, a odwrót został spowolniony do tempa czołgania się. Nocne myśliwce piechoty morskiej powróciły, by stłumić siły chińskie, a większość blokujących wojsk została wyeliminowana. 7 grudnia reszcie kolumny udało się dotrzeć do Kot'o-ri bez większych trudności, a ostatnie elementy dotarły tam tej samej nocy.
Po porażce XXVI Korpusu pod Hagaru-ri, naczelne dowództwo Chińskich Ochotników Ludowych nakazało XXVI i XXVII Korpusowi ściganie uciekających sił ONZ, a XX Korpusowi przydzielono zadanie zablokowania drogi ucieczki. Jednak po tym jak większość XX Korpusu została zniszczona pod Yudam-ni i Hagaru-ri, jedynymi siłami między Kot'o-ri a Hŭngnam były resztki 58. i 60 Dywizji. W akcie desperacji Song Shilun nakazał tym oddziałom okopać się na Przełęczy Funchilin, wysadzając jednocześnie kluczowy most (40°13′55″N 127°17′46″E/40,232000 127,296000), mając nadzieję, że teren i przeszkody pozwolą XXVI i XXVII Korpusowi dogonić wycofujące się siły ONZ.
180 Pułk, który zajął Wzgórze 1081 (40°13′59″N 127°19′34″E/40,233000 127,326000), wysadził w powietrze oryginalny betonowy most i dwa improwizowane, wierząc, że przeprawa stała się nie do naprawienia. W odpowiedzi 1. batalion 1 Pułku Marines zaatakował Wzgórze 1081 od południa, a wzniesienie zostało zdobyte 9 grudnia, chociaż obrońcy walczyli do ostatniego człowieka. W tym samym czasie 7 Pułk Marines i RCT-31 zaatakowali most od północy, tylko po to, by natknąć się na ciała martwych obrońców, którzy dosłownie zamarzli w swoich okopach.

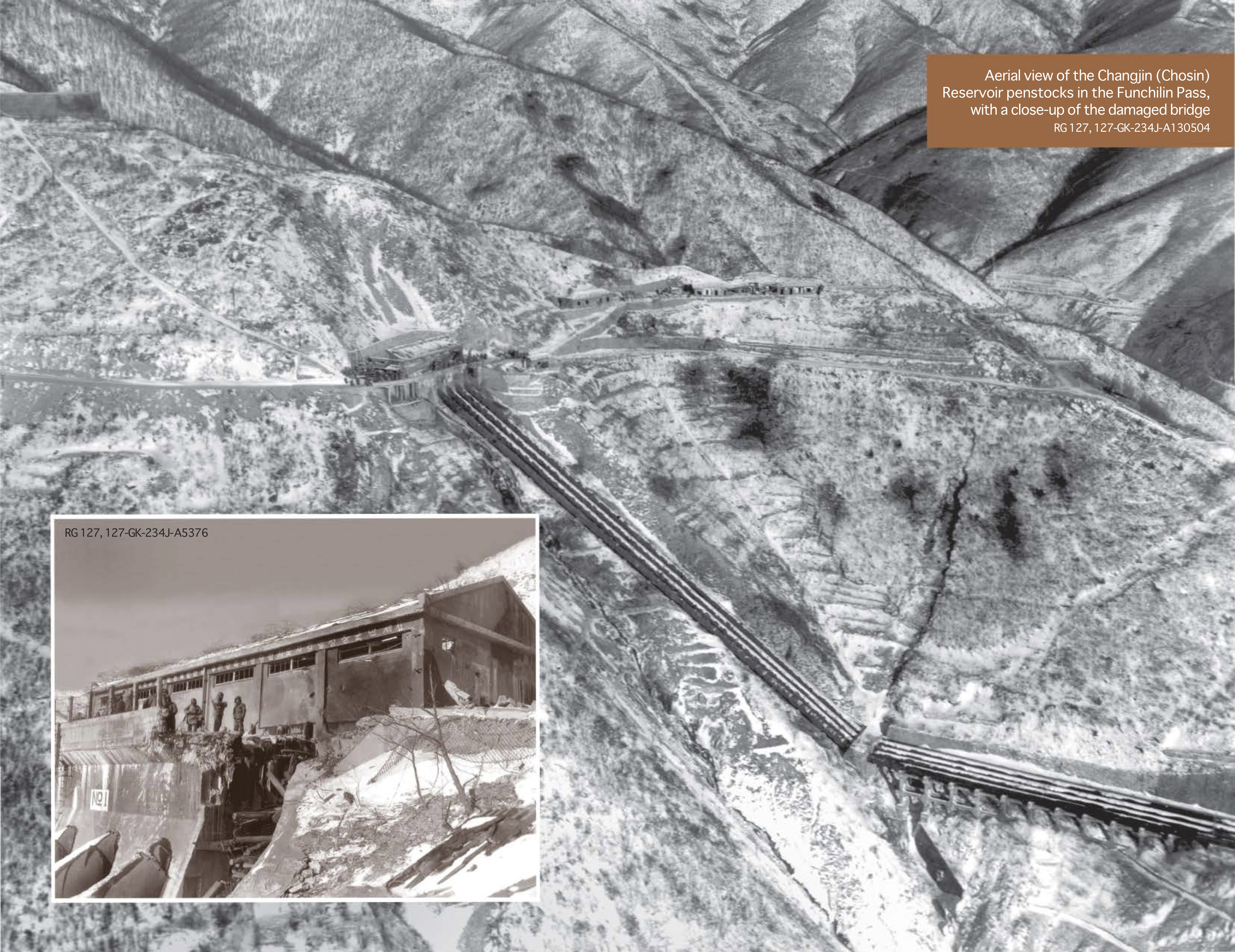
Zdjęcie lotnicze Przełęczy Funchilin, widoczny wysadzony most

Ponieważ droga do Hŭngnam została zablokowana na Przełęczy Funchilin, osiem samolotów C-119 Flying Boxcar obsługiwanych przez amerykańskie 314 Skrzydło Transportu Piechoty zostało użytych do zrzucenia przenośnych sekcji mostu na spadochronach. Most, składający się z ośmiu oddzielnych sekcji o długości 5,5 m i wadze 1300 kg każda, został zrzucony w częściach, przy użyciu 15-metrowego spadochronu dla każdej sekcji. Cztery z nich, wraz z dodatkowymi drewnianymi przedłużeniami, zostały pomyślnie zmontowane przez saperów Korpusu Piechoty Morskiej i 58. kompanię mostowo-inżynieryjną i przerzucone nad rzeką 9 grudnia, co umożliwiło siłom ONZ kontynuowanie działań. Przechytrzone tym posunięciem, chińska 58. i 60 Dywizja nadal próbowały spowolnić postępy wojsk ONZ za pomocą zasadzek i rajdów, ale po tygodniach nieprzerwanych walk dwie chińskie dywizje miały łącznie ok. 200 żołnierzy. Ostatnie siły ONZ opuściły Przełęcz Funchilin 11 grudnia.
Jednym z ostatnich starć podczas odwrotu była zasadzka w Sudong (40°10′12″N 127°19′26″E/40,170000 127,324000) przeprowadzona przez ścigającą 89 Dywizję, którą Task Force Dog z 3 Dywizji Piechoty odparł bez większych trudności. Uwięzione siły ONZ w końcu dotarły do obwodu Hŭngnam o godzinie 21:00 11 grudnia.

## Ewakuacja z Hŭngnam

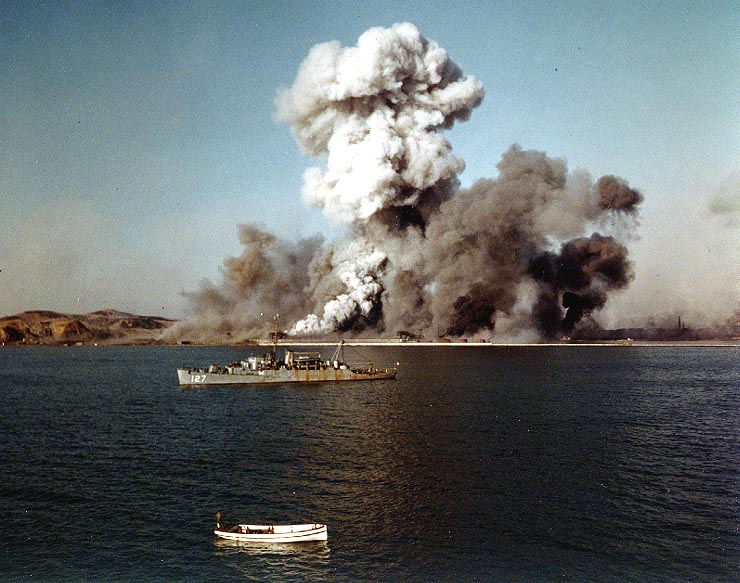
Szybki transportowiec USS „Begor” obserwuje zniszczenie obiektów portowych Hŭngnam 24 grudnia 1950

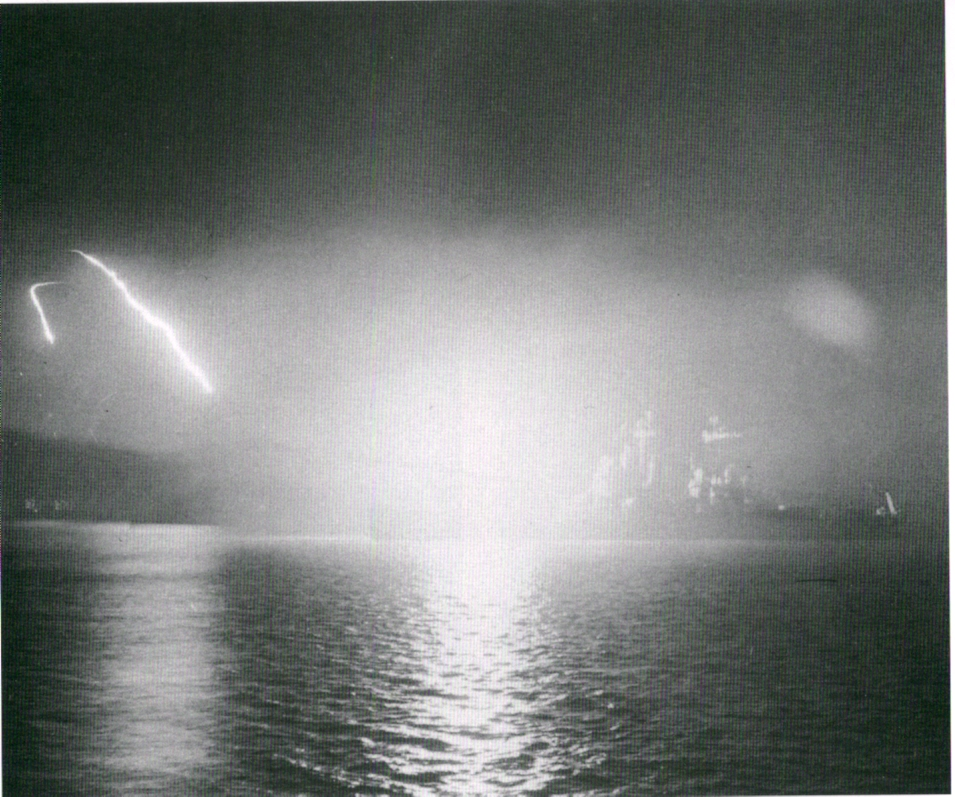
Ciężki krążownik USS „Saint Paul” strzela z dział 203 mm do chińskich żołnierzy zagrażających ewakuacji

Kiedy siły ONZ dotarły do Hŭngnam, MacArthur wydał już 8 grudnia rozkaz ewakuacji X Korpusu w celu wzmocnienia 8 Armii, która w tym czasie była mocno wyczerpana i szybko wycofywała się w kierunku 38. równoleżnika. Zgodnie z jego rozkazami, południowokoreański I Korpus i 1 Pułk Piechoty Morskiej oraz amerykańska 3 i 7 Dywizja Piechoty również zajęły pozycje obronne wokół portu. Doszło do pewnych potyczek między broniącymi się amerykańskimi 7., 17. i 65 Pułkiem Piechoty a ścigającym ich chińskim XXVI Korpusem, ale wobec silnego wsparcia ogniowego z dział okrętowych zapewnianego przez US Navy Task Force 90, mocno poobijany IX Korpus nie był w stanie nawet zbliżyć się do obwodu Hŭngnam.
W tym, co amerykańscy historycy nazwali „największym ruchem ewakuacyjnym drogą morską w historii wojskowości USA”, 193-okrętowa flota zebrała się w porcie i ewakuowała nie tylko wojska ONZ, ale także ich ciężki sprzęt i około jednej trzeciej koreańskich uchodźców. Jeden statek typu Victory, SS „Meredith Victory”, samodzielnie ewakuował 14 000 cywilów, pomimo że został zaprojektowany do przewozu tylko 12 pasażerów. Ostatnia jednostka ONZ wypłynęła o 14:36 24 grudnia, a port został zniszczony, aby uniemożliwić Chińczykom korzystanie z niego. 27 Armia wkroczyła do Hŭngnam rano 25 grudnia.

## Następstwa

### Straty
Amerykański X Korpus i południowokoreański I Korpus zgłosiły łącznie 10 495 strat bojowych: 4385 żołnierzy piechoty morskiej USA, 3163 żołnierzy armii USA, 2812 Koreańczyków przydzielonych do formacji amerykańskich i 78 Brytyjczyków z Royal Marines. 1 Dywizja Piechoty Morskiej zgłosiła również 7338 strat niebojowych z powodu zimnej pogody, co łącznie dało 17 833 ofiary. Pomimo strat, X Korpus zachował znaczną część swojej siły. Około 105 000 żołnierzy, 98 000 cywilów, 17 500 pojazdów i 350 000 ton zaopatrzenia zostało wysłanych z Hŭngnam do Pusan, aby później ponownie dołączyć do wysiłku wojennego Korei Południowej. Generał Smith został uznany za bohatera, który uratował X Korpus przed zniszczeniem, podczas gdy 1 Dywizja Piechoty Morskiej, 41. kompania Royal Marine Commando i RCT-31 zostały wyróżnione Presidential Unit Citation za ich wytrwałość podczas bitwy. Czternastu Marines, dwóch żołnierzy armii i jeden pilot US Navy otrzymało Medal Honoru, a wszyscy żołnierze ONZ, którzy służyli w rejonie jeziora Changjin, zostali później nazwani „The Chosin Few”.
Według oficjalnych szacunków Wydziału Logistycznego Chińskiej Armii Ludowo-Wyzwoleńczej, opublikowanych w 1988 roku, chiński IX Korpus poniósł 21 366 ofiar w walce, w tym 7304 zabitych. Ponadto 30 732 straty niebojowe przypisano surowej koreańskiej zimie i brakowi żywności. Łączna liczba ofiar wyniosła 52 098 – ponad jedną trzecią początkowej siły. Poza oficjalnymi kanałami, szacunki chińskich straty zostały określone na 60 000 przez Patricka C. Roe, przewodniczącego Komitetu Historycznego Chosin Few, powołującego się na liczbę uzupełnień, o które IX Korpus poprosił po bitwie. Niezależnie od różnych szacunków, historyk Yan Xue z Uniwersytetu Obrony Narodowej Chińskiej Armii Ludowo-Wyzwoleńczej zauważył, że IX Korpus został wyłączony z akcji na trzy miesiące. Z powodu braku IX Korpusu chińskie ordre de bataille w Korei zostało zredukowane do 18 dywizji piechoty dostępnych 31 grudnia 1950 roku, w przeciwieństwie do 30 dywizji piechoty obecnych 16 listopada 1950 roku.

#### Operacja Glory

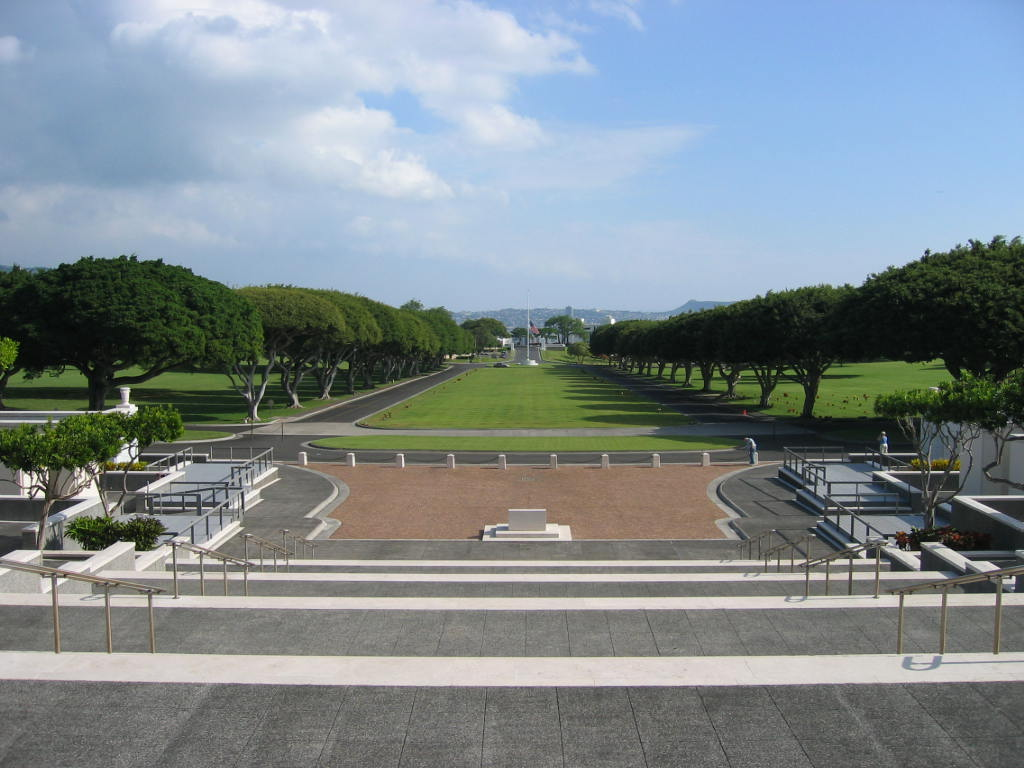
Narodowy Cmentarz Pamięci Pacyfiku w Honolulu, gdzie pochowano wielu poległych żołnierzy ONZ, których ciała zostały wymienione w ramach operacji Glory

Podczas bitwy poległych żołnierzy ONZ chowano w tymczasowych mogiłach wzdłuż drogi. Po zakończeniu wojny, od lipca do listopada 1954 roku trwała operacja Glory, podczas której wymieniono ciała poległych żołnierzy każdej ze stron. Szczątki 4167 żołnierzy amerykańskich wymieniono na 13 528 poległych Koreańczyków z Północy i Chińczyków. Ponadto ciała 546 cywilów, którzy zmarli w obozach jenieckich ONZ, zostały przekazane rządowi Korei Południowej. Po operacji ciała Glory 416 nieznanych ofiar wojny koreańskiej zostały pochowane na Narodowym Cmentarzu Pamięci Pacyfiku („Punchbowl Cemetery”) w Honolulu na Hawajach. Według białej księgi Defense Prisoner of War/Missing Personnel Office (DPMO) podczas operacji przekazano również 1394 nazwiska poległych Chińczyków i Koreańczyków z Północy, z czego 858 okazało się prawidłowych.
Spośród 4167 zwróconych szczątków odnaleziono 4219 osób, z czego 2944 okazało się Amerykanami, przy czym wszystkie oprócz 416 osób zidentyfikowano z imienia i nazwiska. Spośród 239 nieznanych ofiar wojny koreańskiej, 186 nie jest powiązanych z nieznanymi pochowanymi na Cmentarzu Punchbowl. W latach 1990–1994 Korea Północna ekshumowała i zwróciła ponad 208 zestawów szczątków, które prawdopodobnie obejmowały od 200 do 400 żołnierzy amerykańskich, ale bardzo niewiele z nich udało się zidentyfikować ze względu na wymieszanie szczątków. W latach 2001–2005 więcej szczątków odnaleziono na polu bitwy nad jeziorem Changjin, a około 220 w pobliżu granicy z Chinami w latach 1996–2006.

### Ocena
Roy E. Appleman, autor oficjalnej historii armii USA pt. South to the Naktong, North to the Yalu, pisze, że po bitwie obie strony mogły ogłosić zwycięstwo: chiński IX Korpus ostatecznie utrzymał pole bitwy, podczas gdy amerykański X Korpus powstrzymał IX Korpus w serii bitew, które umożliwiły mu wycofanie większości oddziałów jako skutecznej siły bojowej. Allan R. Millett kwalifikuje swoją ocenę bitwy jako chińskie „geograficzne zwycięstwo”, ponieważ atakujący wyrzucili X Korpus z Korei Północnej, lecz Chińscy Ochotnicy Ludowi nie osiągnęli taktycznego celu zniszczenia 1 Dywizji Piechoty Morskiej, dodając, że kampania dała wojskom ONZ pewność, że mogą one wytrzymać w obliczu nawet znacznej przewagi liczebnej sił chińskich. Oficjalna historia Chin opublikowana przez Akademię Nauk Wojskowych Chińskiej Armii Ludowo-Wyzwoleńczej stwierdza, że pomimo ciężkich strat IX Korpus odniósł zwycięstwo, skutecznie chroniąc wschodnią flankę chińskich sił w Korei, zadając jednocześnie ponad 10 000 strat wojskom ONZ.
Eliot A. Cohen pisze, że odwrót znad jeziora Changjin był zwycięstwem ONZ, które zadało tak ciężkie straty chińskiemu IX Korpusowi, że został on wyłączony z akcji do marca 1951 roku. Paul M. Edwards, założyciel Centrum Studiów nad Wojną Koreańską, porównuje bitwę do ewakuacji z Dunkierki. Pisze, że odwrót z rejonu jeziora Changjin po „ogromnym zwycięstwie strategicznym” Chińczyków był „momentem bohaterskiej historii” sił ONZ. Z drugiej strony Appleman kwestionował konieczność ewakuacji drogą morską w celu ratowania sił ONZ, twierdząc, że X Korpus miał wystarczającą siłę, aby wyrwać się z chińskiego okrążenia w Hŭngnam pod koniec bitwy. Chiński historyk Li Xiaobing uznaje sukces ewakuacji X Korpusu z Korei Północnej, lecz pisze, że bitwa nad jeziorem Changjin „stała się częścią legendy [amerykańskiej] marynarki, ale nadal była odwrotem, a nie zwycięstwem”. Bruce Cumings odnosi się do bitwy po prostu jako do „straszliwej porażki” Amerykanów.
Patrick C. Roe, który służył jako oficer wywiadu w 7 Pułku Piechoty Morskiej nad jeziorem Changjin, twierdzi, że X Korpus bezpośrednio pozwolił 8 Armii utrzymać południe Korei i cytuje MacArthura, aby potwierdzić jego pogląd. Yu Bin, historyk i były żołnierz Chińskiej Armii Ludowo-Wyzwoleńczej, stwierdza, że podczas gdy zniszczenie Task Force Faith było postrzegane jako największe chińskie zwycięstwo tej wojny, ostatecznie IX Korpus stał się „gigantycznym szpitalem”, nie niszcząc liczebnie słabszych sił ONZ nad jeziorem Changjin zgodnie z planem. Zhang Renchu, którego 26 Armia została obwiniona o umożliwienie ucieczki X Korpusowi, groził samobójstwem z powodu wyniku bitwy, podczas gdy Song Shilun zaproponował swoją rezygnację ze stanowiska.
Bitwa zaostrzyła wrogość między formacjami, a Marines obwiniali armię USA i jej dowództwo za porażkę. Upadek jednostek armii walczących na wschód od jeziora uznano za haniebny i przez wiele lat ich rola w bitwie była w dużej mierze przemilczana. Późniejsze badania wykazały, że Task Force MacLean/Faith powstrzymywał przez pięć dni znacznie większe siły niż wcześniej sądzono i że ich postawa była znaczącym czynnikiem przetrwania Marines. Ostatecznie uznano to we wrześniu 1999 roku, kiedy za działania w bitwie Task Force Faith otrzymało Presidential Unit Citation, nagrodę, którą generał Smith zablokował, gdy po raz pierwszy zaproponowano ją w 1952 roku.
Marines ewakuowali się z Korei Północnej i spędzili styczeń oraz większość lutego 1951 roku na regeneracji w stosunkowo bezpiecznej Korei Południowej, gdzie zniszczyli szanowaną, ale już osłabioną północnokoreańską 10 Dywizję w operacjach przeciwpartyzanckich podczas drugiej bitwy o Wonju. Marines powrócili do regularnych działań 21 lutego w ramach operacji Killer.

### Wpływ na przebieg wojny
Bitwa ostatecznie zakończyła nadzieje przywódców ONZ na całkowite zwycięstwo i zjednoczenie Korei. Do końca 1950 roku siły Chińskich Ochotników Ludowych i odbudowywana Koreańska Armia Ludowa odbiły całe terytorium Korei Północnej i odepchnęły siły ONZ na południe od 38. równoleżnika. Poważnie rozważano ewakuację wszystkich sił USA z półwyspu Koreańskiego, a przywódcy wojskowi USA opracowali tajne plany awaryjne tego przedsięwzięcia. Zlekceważenie przez Dowództwo Dalekiego Wschodu pod kierownictwem MacArthura początkowych ostrzeżeń i wskazówek dyplomatycznych Chińczyków niemal doprowadziło całą armię ONZ do katastrofy nad rzeką Ch’ŏngch’ŏn i jeziorem Changjin, a dopiero po utworzeniu i ustabilizowaniu spójnej linii frontu ONZ pod dowództwem gen. por. Matthew Ridgwaya „okres gwałtownych odwrotów przed atakującym, niespodziewanym wrogiem” dobiegł końca.
Z drugiej strony bitwa wpłynęła na Chińczyków na dwa sposoby, z których oba miały na celu pomoc dowództwu ONZ w zabezpieczeniu swojej pozycji w Korei Południowej, podczas gdy Korea Północna została trwale utracona. Po pierwsze, według historyka Shu Guang Zhanga, dowódcy Chińskich Ochotników Ludowych zostali przekonani przez ich zwycięstwa nad jeziorem Changjin i rzeką Ch’ŏngch’ŏn, że mogą „pokonać amerykańskie siły zbrojne”, co doprowadziło do „nierealistycznych oczekiwań, że ich armia zdziała cuda”. Po drugie, ciężkie straty spowodowane ekstremalnymi temperaturami i walkami, a także słabe wsparcie logistyczne osłabiły osiem elitarnych dywizji z XX i XXVII Korpusu. Z tych ośmiu dywizji dwie musiały zostać rozwiązane. Z powodu nieobecności 12 z 30 chińskich dywizji w Korei na początku 1951 roku Roe twierdzi, że ciężkie straty chińskie nad jeziorem Changjin umożliwiły siłom ONZ utrzymanie przyczółka w Korei.

### Żądanie użycia broni jądrowej
24 grudnia 1950 roku generał MacArthur przedstawił listę „celów opóźniających” w Korei, Mandżurii i innych częściach Chin oraz zażądał od Waszyngtonu 34 bomb atomowych w celu zasiania pasa radioaktywnego kobaltu, aby zapobiec dalszym postępom Chińczyków. Jego prośba została stanowczo odrzucona, a wywołany nią skandal doprowadził do późniejszego zwolnienia go ze stanowiska.

## Pamięć
Bitwa nad jeziorem Changjin jest uważana przez niektórych historyków za najbardziej brutalną w historii amerykańskiej wojskowości ze względu na przemoc, liczbę ofiar, warunki pogodowe i wytrwałość żołnierzy. W ciągu zaledwie czternastu dni Stany Zjednoczone przyznały 17 Medali Honoru (w wersji Armii i Marynarki Wojennej) oraz 78 Krzyży Wybitnej Służby i Krzyży Marynarki, co stanowi drugą co do wielkości liczbę tych odznaczeń nadanych za jedną bitwę po niemieckiej ofensywie w Ardenach (za którą nadano 20 Medali Honoru i 83 Krzyże)